# Or blanc
 (mars 2009).
Si vous disposez d'ouvrages ou d'articles de référence ou si vous connaissez des sites web de qualité traitant du thème abordé ici, merci de compléter l'article en donnant les références utiles à sa vérifiabilité et en les liant à la section « Notes et références ».
Pour les articles homonymes, voir Or blanc (homonymie).
L’or blanc est un alliage d'or pur avec un ou plusieurs métaux, tels que l'argent, le platine, le palladium et, jadis, le nickel qui s'est avéré être un important allergène. L'or blanc est parfois recouvert d'un placage de rhodium, voire de platine, afin de lui donner un aspect vraiment blanc pour un meilleur effet visuel.

## Définitions variables selon les traditions techniques et les pays

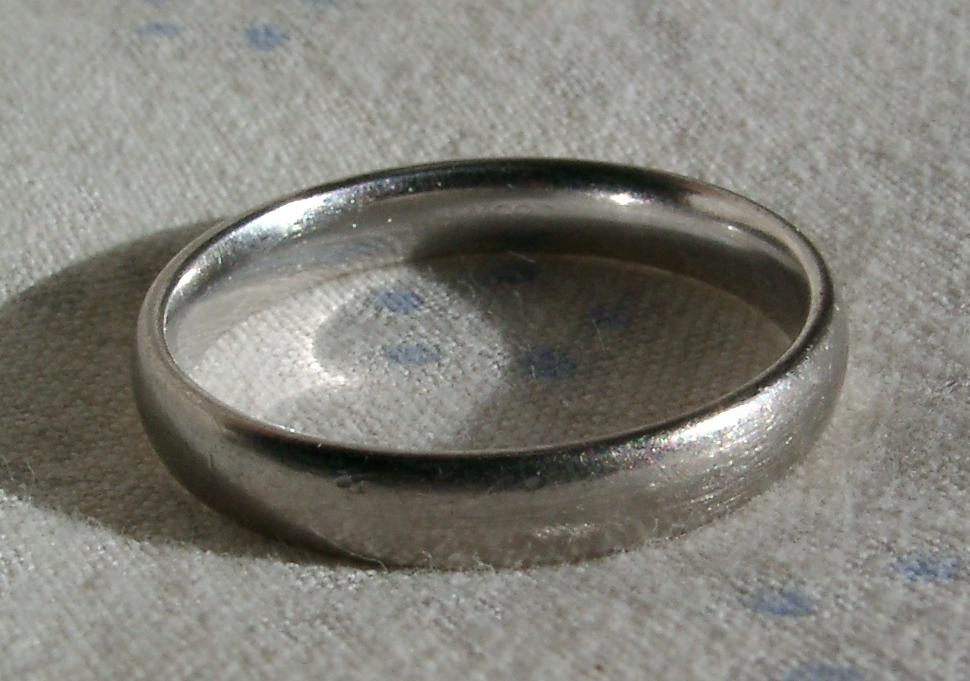
Alliance en or blanc, plaquée rhodium.

L'or blanc peut avoir des compositions très variables, seule la teneur en or étant réglementée dans la plupart des pays.
On trouve ainsi actuellement, par exemple :
- de l'or blanc 20 carats (833/1000) composé de 83,3% d'Or fin + 16,7% de Palladium ;
- de l'or blanc 18 carats (750/1000) composé de : 75% d'Or fin + 18,5% d'Argent + 1% de Cuivre + 5,5% de Zinc ;
- de l'or blanc 14 carats (583/1000) composé de 58,3% d'Or fin + 17% d'Argent + 17% de Cuivre + 7,7% de Zinc ;
- de l'or blanc 9 carats (375/1000) composé de 37,5% d'Or fin + 62,5% d'Argent.

Le palladium est assez peu employé de nos jours dans la composition des alliages car il coûte aussi cher voire plus cher que l'or. On désignait jadis ces alliages sous le terme de palau ou palorium.
Le nickel a également été souvent utilisé dans les alliages mais, provoquant de fréquentes réactions d'allergie cutanée, il a été interdit ou limité d'usage en France par l'arrêté du 18 juillet 2000 relatif à l'interdiction de mise sur le marché de certains produits contenant du nickel.
Donc pour des raisons de santé et de coût, l'or blanc est actuellement généralement composé de métaux d'alliage qui ne sont pas allergènes et sont plus économiques que l'or pur, soit essentiellement de l'argent. De ce fait, l'or blanc peut présenter des nuances gris clair ou gris jaunâtre.
L'or blanc n'étant donc pas toujours si blanc, on le plaque parfois de rhodium, voire de platine, afin de lui donner un aspect vraiment blanc pour un meilleur effet visuel.
Quand le plaquage en rhodium (ou en platine) s'estompe sous l'action de l'usure ou de coups, l'or blanc peut retrouver des nuances jaunâtres. La parade consiste alors à redéposer une couche de rhodium (ou de platine) sur l'objet, afin de lui redonner son aspect initial. Ceci n'est toutefois possible que si l'objet n'est pas bicolore tel qu'un entrelaçage d'or blanc et d'or jaune.
Pour la dorure à la feuille, l'or blanc français est composé de 20 % d'or et de 80 % d'argent. Ailleurs en Europe, il est composé à 50 % d'or, allié à 50 % d'argent.